# خاسا
خاسا هي بلدة في مقاطعة راميتان في ولاية بخارى في أوزبكستان.